# Эрнст, Присцилла
Присцилла Дельтрап-Эрнст (нидерл. Priscilla Del'trap-Ernst; род.7 сентября 1971 года в  Гааге, провинция Южная Голландия) — нидерландская конькобежка, специализирующаяся в шорт-треке. Участвовала в Олимпийских играх 1988, 1992 и 1994 годов. 3-хкратный призёр чемпионатов мира по шорт-треку. 

## Спортивная карьера
Присцилла Эрнст в 1985 году стала серебряным призёром национального чемпионата среди юниорок, а на следующий год выиграла это первенство. В 1987 году её пригласили в национальную сборную и на первом своём чемпионате мира в эстафете стала 4-й. На Олимпийских играх в Калгари шорт-трек был демонстрационным видом спорта и Присцилла участвовала на всех дистанциях, но лучшими были 18-е места на 1000 и 1500 метров и 6-е место в эстафете.
В 1989 году на чемпионате мира в Солихалле вместе с подругами по команде выиграла серебро в эстафете. У себя дома в Амстердаме в 1990 году взяла бронзу эстафеты. В том же году Эрнст стала третьей на национальном чемпионате в общем зачёте. Через год на первом командном чемпионате мира в Сеуле выиграла бронзу в команде. Стала второй на чемпионате Нидерландов и в 1992 году повторила свой результат. На Олимпийских играх в Альбервилле в эстафете Эрнст с командой вновь стали 6-ми, повторив результат Калгари.
В 1993 году на чемпионате мира команда стала только 8-й в эстафете. а на чемпионате Нидерландов Присцилла выиграла бронзу в многоборье. В январе 1994 года на этапе Кубка Европы в Бельгии она повредила ногу, но на Олимпиаду в Лиллехаммере поехала, где в третий раз подряд заняла 6-е место в эстафете. Год 1995 стал для Присциллы последним в карьере спортсменки. Она вновь стала третьей на национальном чемпионате, в конце года на кубке Эйгона неудачно упала и сломала два позвонка, её срочно доставили в больницу, где также находился её отец Мартин. После операции 12 недель была в корсете.  Когда сняли стало понятно что о спорте можно забыть. Так Присцилла завершила свою недолгую карьеру. 
После она открыла с мужем магазин. Её дочь также участвует в шорт-треке. А племянница Авалон Аардум даже была в призах на национальном чемпионате в 2018 году, но из-за проблем с сердцем закончила карьеру.